# 单斑蝴蝶鱼
单斑蝴蝶鱼（学名：Chaetodon unimaculatus）又称一點蝴蝶魚，为蝴蝶鱼科蝴蝶鱼属的鱼类。分布于非洲东岸、至太平洋美拉尼西亚、南到新几内亚、北到日本、台湾岛以及西沙群岛等。次鱼体长20公分左右，主要分布在珊瑚礁附近，1-60米深度海域。

## 特徵
本魚體色為黃色，眼睛到側腹的中心顏色較淺，有黃色鈍角三角形圖案。魚體中央有一滴大的黑色淚珠狀斑塊，隨著魚齡成熟，斑塊變得不像淚珠狀，有如一個圓形斑點。一條黑色垂直條紋穿過眼睛，另一條黑色條紋則沿著背鰭和臀鰭的黃色後緣，從上到下穿過尾柄，兩端各有狹窄的白邊。幼魚體色較淺，淚珠狀般快也較清晰。背鰭硬棘12~13枚、軟條19~23枚；臀鰭硬棘3枚、軟條19~20枚。體長可達20公分。

## 生態
本魚棲息在潟湖、珊瑚礁區，小群出現，肉食性，以珊瑚蟲、多毛類、甲殼類等為食。

## 經濟利用
為觀賞性魚類，容易飼養，不供食用。